# قطعنامه ۳۷۶ شورای امنیت
قطعنامه ۳۷۶ شورای امنیت سازمان ملل متحد که در تاریخ ۱۷ اکتبر ۱۹۷۵ تصویب شد، سندی بین‌المللی دربارهٔ عضویت کومور است. این قطعنامه طی نشست ۱٬۸۴۸ام با ۱۴ موافق، ۰ مخالف و ۰ ممتنع تصویب شد.